# Papilio grosesmithi
Papilio grosesmithi là một loài bướm thuộc họ Papilionidae. Nó là loài đặc hữu của Madagascar.